# MOJO Awards

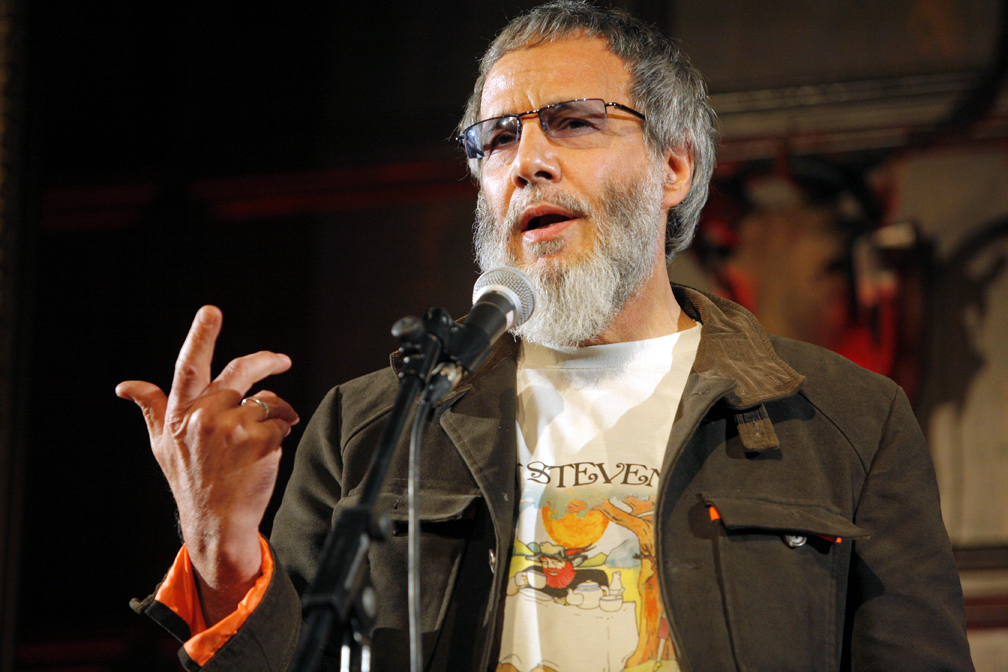
Yusuf Islam

A MOJO Awards (ou Listas de Honras Mojo) é uma cerimônia que teve início em 2004 pela Mojo (revista sobre música publicada mensalmente pelo grupo Bauer) no Reino Unido.